# Dario Franchitti
George Dario Mario Franchitti (Bathgate, 19 maggio 1973) è un ex pilota automobilistico britannico di origini italiane, quattro volte campione della Indy Racing League (2007, 2009, 2010 e 2011) e tre volte vincitore della 500 Miglia di Indianapolis (2007, 2010, 2012).

## Biografia
Di origini italiane di Cassino, paese in provincia di Frosinone ma nato in Scozia, ha gareggiato in passato nel DTM (memorabili le sue sfide con i piloti italiani Larini, Nannini negli anni 1995 e 1996), in seguito è approdato alla IRL (passando per la Formula CART), categoria nella quale si è aggiudicato il titolo nel 2007, anno in cui ha anche vinto la sua prima 500 Miglia di Indianapolis alla quinta partecipazione nella corsa. Nel 2008 Franchitti ha corso nel campionato NASCAR e l'anno seguente è ritornato in IRL. Il 30 maggio 2010 ha vinto la 94ª edizione della 500 miglia di Indianapolis. 
Il 27 maggio 2012 ha vinto la 96ª edizione della 500 miglia di Indianapolis (la terza nel suo ruolino personale).
Nel 2001 avrebbe dovuto debuttare in Formula 1 al volante della Jaguar, ma perse un confronto diretto contro Luciano Burti che così lo rimpiazzò.

## Carriera

### Gli inizi
Franchitti iniziò la sua carriera gareggiando nei kart, dove ottenne vari successi, vincendo il campionato scozzese junior nel 1984, quello inglese nel 1985 e 1986 e quello scozzese senior nel 1988.
Lo scozzese passò poi alla Formula Vauxhall Junior, che vinse nel 1991. L'anno seguente cambiò categoria e si trasferì nella Formula Vauxhall Lotus, dove vinse il campionato al secondo tentativo, nel 1993.
Nel 1994 Franchitti disputò il suo primo e unico campionato in F3 britannica, cogliendo un quarto posto finale e aggiudicandosi una gara. Nel 1995, infatti, lo scozzese venne contattato dalla AMG Racing per disputare una stagione in DTM tedesco e in quello internazionale. Franchitti giunse rispettivamente quinto e terzo nei due campionati, cogliendo anche una vittoria al Mugello. Nel 1996, invece, il pilota giunse al quarto posto in classifica, contando comunque una vittoria a Suzuka, nell'ultimo appuntamento mondiale.

### CART e F1
Nel 1997, poi, Franchitti si trasferì in Formula CART (Champ Car dal 2004). La prima stagione non fu positiva, con un nono posto come miglior risultato. Nel 1998, però, il pilota scozzese cambiò scuderia, passando al Team Green, e disputò una stagione positiva, con tre vittorie, cinque pole position e un terzo posto in classifica piloti.
Il risultato migliore lo ottenne comunque nel 1999, quando giunse primo, a pari punti con il colombiano Juan Pablo Montoya, ma lo scozzese venne classificato secondo per minor numero di vittorie ottenute. 
Nel 2000 e nel 2001 i risultati non furono più come negli anni precedenti e in questo biennio ottenne una sola vittoria.
Franchitti tornò a essere competitivo nel 2002, quando giunse quarto in classifica piloti, ottenendo tre vittorie. Il 2002 segnò anche la fine della carriera del pilota scozzese nella CART, visto il suo passaggio alla IRL. Nel 2000 ha svolto il ruolo di collaudatore per la Jaguar Racing in Formula 1.

### IRL
Nel 2003 Franchitti passò con il suo team alla IRL, categoria in cui ha vinto i titoli 2007, 2009, 2010 e 2011. In questa categoria conquista per tre volte la 500 Miglia di Indianapolis.

### Incidente
Il 6 ottobre 2013, durante una gara di Formula Indy a Houston, è protagonista di un tremendo incidente con Takuma Satō: durante un tentativo di sorpasso, il pilota giapponese ha perso il controllo del posteriore della sua monoposto sbandando e allargando la traiettoria mentre Franchitti stava attaccando per linee esterne. La vettura dello scozzese è decollata, ha urtato più volte la rete di protezione distruggendola per alcuni metri, ed è ricaduta sul tracciato. Nell'incidente è rimasto coinvolto anche l'incolpevole Ernesto Viso.

### Ritiro
Su consiglio dei medici che lo hanno in cura, il 14 novembre 2013 ha annunciato il suo ritiro dalla carriera agonistica a causa delle fratture vertebrali riportate nell'incidente a Houston del 6 ottobre.

#### IndyCar Series
| Anno | Squadra               | Telaio       | Motore    | 1      | 2      | 3      | 4       | 5       | 6      | 7      | 8      | 9      | 10     | 11     | 12     | 13     | 14     | 15     | 16     | 17      | 18      | 19  | Posizione | Punti |
| ---- | --------------------- | ------------ | --------- | ------ | ------ | ------ | ------- | ------- | ------ | ------ | ------ | ------ | ------ | ------ | ------ | ------ | ------ | ------ | ------ | ------- | ------- | --- | --------- | ----- |
| 2002 | Team Green            | Dallara      | Chevrolet | HMS    | PHX    | FON    | NZR     | INDY 19 | TXS    | PPIR   | RIR    | KAN    | NSH    | MIS    | KTY    | STL    | CHI    | TX2    |        |         |         |     | 44º       | 11    |
| 2003 | Andretti Green Racing | Dallara      | Honda     | HMS 7  | PHX 16 | MOT    | INDY    | TXS     | PPIR 4 | RIR    | KAN    | NSH    | MIS    | STL    | KTY    | NZR    | CHI    | FON    | TX2    |         |         |     | 25º       | 72    |
| 2004 | Andretti Green Racing | Dallara      | Honda     | HMS 17 | PHX 17 | MOT 7  | INDY 14 | TXS 2   | RIR 12 | KAN 4  | NSH 20 | MIL 1  | MIS 22 | KTY 6  | PPIR 1 | NZR 3  | CHI 20 | FON 6  | TX2 15 |         |         |     | 6º        | 409   |
| 2005 | Andretti Green Racing | Dallara      | Honda     | HMS 22 | PHX 4  | STP 3  | MOT 17  | INDY 6  | TXS 8  | RIR 2  | KAN 4  | NSH 1  | MIL 2  | MIS 8  | KTY 18 | PPIR 7 | SNM 8  | CHI 12 | WGL 3  | FON 1   |         |     | 4º        | 498   |
| 2006 | Andretti Green Racing | Dallara      | Honda     | HMS 4  | STP 19 | MOT 11 | INDY 7  | WGL 14  | TXS 13 | RIR 3  | KAN 12 | NSH 6  | MIL 6  | MIS 12 | KTY 9  | SNM 2  | CHI    |        |        |         |         |     | 8º        | 311   |
| 2007 | Andretti Green Racing | Dallara      | Honda     | HMS 7  | STP 5  | MOT 3  | KAN 2   | INDY 1  | MIL 2  | TXS 4  | IOW 1  | RIR 1  | WGL 3  | NSH 2  | MDO 2  | MIS 13 | KTY 8  | SNM 3  | DET 6  | CHI 1   |         |     | 1º        | 637   |
| 2009 | Chip Ganassi Racing   | Dallara      | Honda     | STP 4  | LBH 1  | KAN 18 | INDY 7  | MIL 3   | TXS 5  | IOW 1  | RIR 2  | WGL 15 | TOR 1  | EDM 5  | KTY 6  | MDO 3  | SNM 1  | CHI 4  | MOT 2  | HMS 1   |         |     | 1º        | 616   |
| 2010 | Chip Ganassi Racing   | Dallara      | Honda     | SAO 7  | STP 5  | ALA 3  | LBH 12  | KAN 2   | INDY 1 | TXS 5  | IOW 18 | WGL 3  | TOR 2  | EDM 3  | MDO 1  | SNM 3  | CHI 1  | KTY 5  | MOT 2  | HMS 8   |         |     | 1º        | 602   |
| 2011 | Chip Ganassi Racing   | Dallara      | Honda     | STP 1  | ALA 3  | LBH 3  | SAO 4   | INDY 12 | TXS1 1 | TXS2 7 | MIL 1  | IOW 5  | TOR 1  | EDM 3  | MDO 2  | NHM 20 | SNM 4  | BAL 4  | MOT 8  | KTY 2   | LVS C   |     | 1º        | 573   |
| 2012 | Chip Ganassi Racing   | Dallara DW12 | Honda     | STP 13 | ALA 10 | LBH 15 | SAO 5   | INDY 1  | DET 2  | TXS 14 | MIL 19 | IOW 25 | TOR 17 | EDM 6  | MDO 17 | SNM 3  | BAL 13 | FON 2  |        |         |         |     | 7º        | 363   |
| 2013 | Chip Ganassi Racing   | Dallara DW12 | Honda     | STP 25 | ALA 25 | LBH 4  | SAO 7   | INDY 23 | DET1 6 | DET2 5 | TXS 6  | MIL 8  | IOW 20 | POC 3  | TOR1 3 | TOR2 4 | MDO 3  | SNM 3  | BAL 21 | HOU1 15 | HOU2 15 | FON | 10º       | 418   |

## Vita privata
Franchitti è anche noto per essere stato il marito dell'attrice Ashley Judd, con cui è stato sposato dal 2001 al 2013. Lo scozzese ha un fratello, Marino Franchitti, pilota anch'egli, una sorella, Carla, e un cugino, Paul di Resta, ex pilota per la Force India in Formula 1.